# 李劼 (1963年)
李劼（1963年10月—），中南大学教授，主要从事冶金过程计算机仿真与控制及智能制造、高效清洁铝冶金理论与技术等方面的研究工作。入选中华人民共和国教育部2009年度"长江学者"特聘教授。